# Pháp Duyên Tự

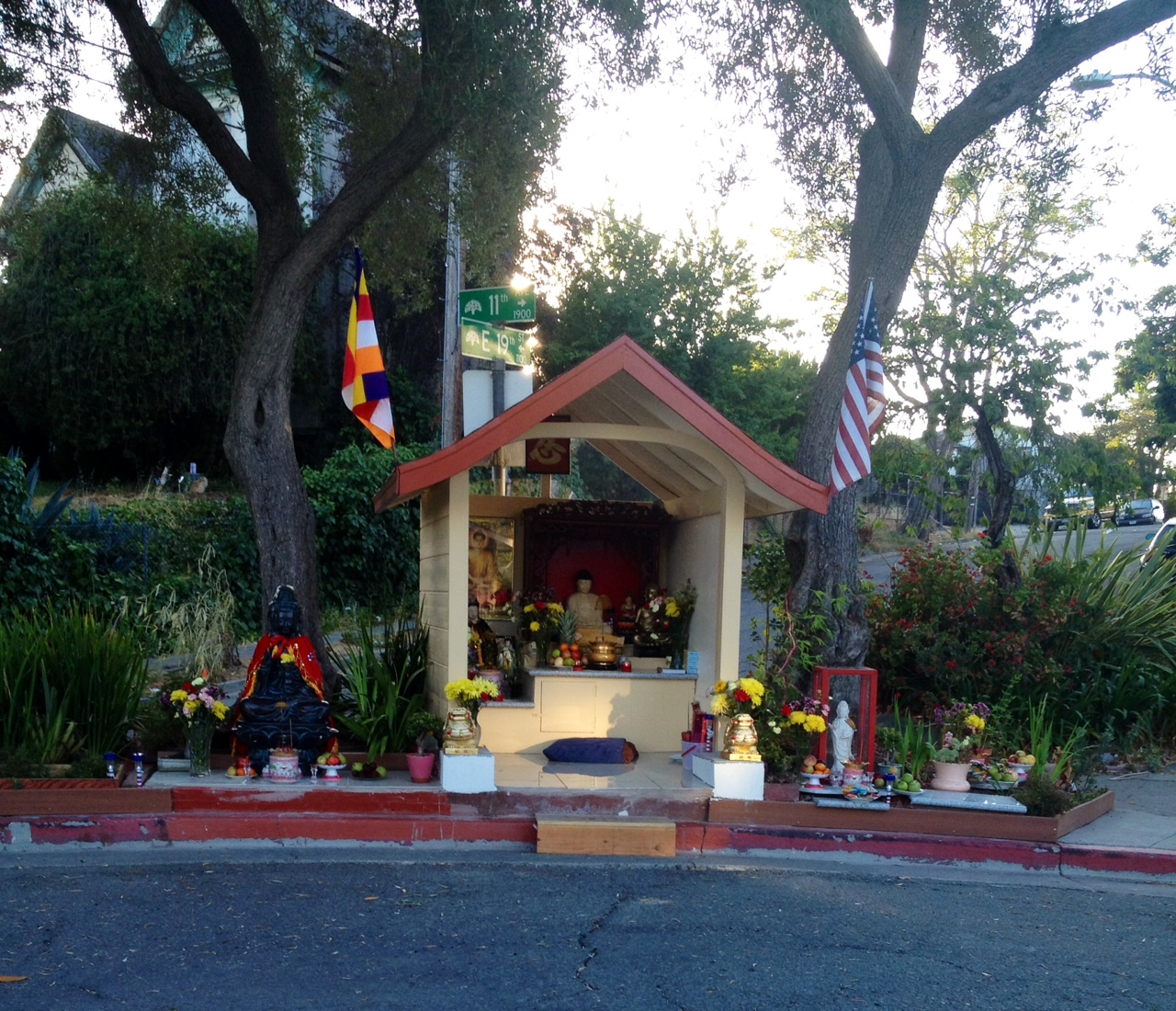
Pháp Duyên Tự và tượng Phật

Pháp Duyên Tự là một miếu thờ Phật giáo không chính thức xung quanh một bức tượng Phật đặt tại dải phân cách nằm giữa đường ở Oakland, California từ năm 2009. Trong báo chí tiếng Anh, bức tượng còn được gọi là Tượng Phật Oakland (tiếng Anh: Oakland Buddha). Bức tượng được đặt bởi một người dân ở khu phố tên là Dan Stevenson; khi đó ông bực bội vì nơi này thường xuyên bị nhiều người đến đổ rác bừa bãi. Ông gắn bức tượng vào dải phân cách rồi dùng nhựa epoxy và thanh cốt thép để ngăn chặn bức tượng bị di dời. Ban đầu, Sở Công chánh thành phố cho biết sẽ gỡ bỏ bức tượng sau khi bị khiếu nại nhưng sau đó đã từ bỏ ý định này vì nhận nhiều ý kiến chống đối. Sau khi được lắp đặt, người dân gốc Việt ở địa phương đã biến bức tượng thành một miếu thờ Phật giáo để thờ phụng hằng ngày. Khi bức tượng được biến thành một nơi thờ phượng, cảnh sát Oakland cho biết tệ nạn phạm pháp trong khu vực kể cả xả rác, vẽ bậy, buôn bán ma túy và mại dâm, đến năm 2014 đã giảm xuống 82%.

## Lắp đặt bức tượng
Vào năm 2009, Stevenson cảm thấy bực bội với nạn đổ rác bừa bãi tại dải phân cách mới được xây dựng tại góc đường East 19th Street và 11th Avenue ở Oakland, California. Mặc dù ông đã nhiều lần liên lạc với sở công chánh thành phố về vấn đề này song vấn nạn đổ rác vẫn tiếp diễn. Khi thành phố không giải quyết được vấn đề, ông nảy sinh ý định đặt một bức tượng Phật vào chỗ đó. Dù không phải là một Phật tử, Stevenson cho biết ông tin rằng Phật là một nhân vật không gây tranh cãi mà còn khiến những kẻ muốn đổ rác phải suy ngẫm lại. Khi gắn tượng Phật, ông đã dùng nhựa epoxy và thanh cốt thép để ngăn chặn trộm cắp. Có một nỗ lực lấy đi bức tượng sau khi lắp đặt nhưng do đã dính nhựa epoxy và được củng cố nên kẻ trộm không thể gỡ đi.

## Trở thành miếu thờ

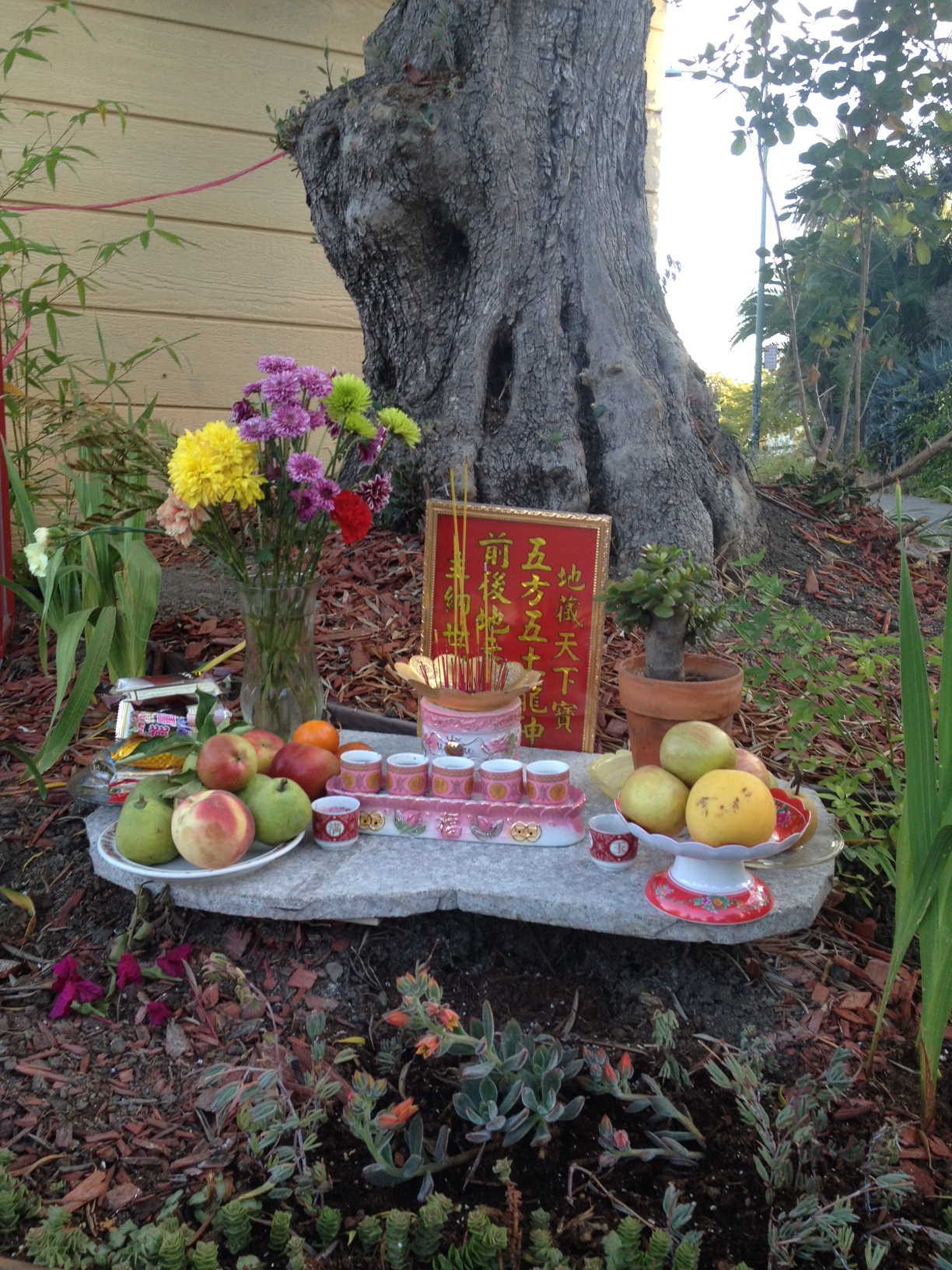
Hoa quả thờ cúng tại miếu

Khoảng 4 tháng sau khi được lắp đặt, Stevenson nhận thấy bức tượng đã được sơn thành màu trắng. Năm 2010, những người gốc Việt ở khu vực đã để ý đến bức tượng và quyết định biến nó thành một miếu thờ Phật giáo. Những người này đã dọn dẹp, sơn lại và trang trí bức tượng rồi xây một ngôi miếu bằng gỗ để bảo vệ, sau đó bắt đầu đưa hoa quả tươi để cúng và tụ tập tại pho tượng để thờ phượng. Dưới mái miếu có một bảng bằng gỗ với dòng chữ "Pháp Duyên Tự". Người ta cũng cho thêm một bức tượng Quan Âm. Hằng ngày có nhiều Phật tử đến đây để cầu nguyện hay tụng kinh.
Người đã nỗ lực xây dựng miếu thờ là gia đình bà Vina Võ. Bà lớn lên ở Quảng Ngãi, vượt biên cùng gia đình năm 1982 rồi đến một trại tị nạn ở Hồng Kông. Bà ở đó 7 năm, sau đó được một gia đình người Mỹ bảo lãnh đến Kentucky và cuối cùng dọn đến Oakland. Khi được nghe về pho tượng, bà đã đến gặp Stevenson để xin phép xây dựng miếu thờ. Stevenson cho biết bức tượng đã là của chung nên họ không cần xin phép nữa. Dù vậy những người thờ cúng vẫn thường đến nhà ông để tặng đồ cúng.

## Nỗ lực gỡ bỏ của thành phố
Năm 2012, Sở Công chánh Oakland cho biết họ đã nhận khiếu nại về sự hiện diện của bức tượng và ngôi miếu và sẽ tiến hành gỡ bỏ chúng. Giới chức thành phố cho biết những vật này đem lại một "vấn đề an toàn" khi đặt tại một dải phân cách ở giữa đường và nhiều người dân lân cận phàn nàn vì tiếng ồn vào lúc sáng sớm do những người đến thờ cúng tụng kinh gõ mõ. Tuy nhiên sau đó thành phố đã nhận nhiều ý kiến phản đối từ người dân trong phố và người thờ cúng miếu, do đó tuyên bố sẽ "hoãn bàn" vấn đề. Cho đến nay (năm 2023), vẫn chưa có động thái nào khác để gỡ bỏ pho tượng hay miếu thờ.

## Ảnh hưởng
Pho tượng Phật Oakland đã trở thành đề tài trong các tập của các podcast Criminal và 99% Invisible. Tại lần xuất hiện thứ hai trong Criminal, các nhà sản xuất của chương trình cho biết tập đó là một trong những tập có nhiều khán giả nhất của chương trình. Sở Cảnh sát Oakland cho biết từ khi pho tượng được biến thành ngôi miếu và người dân đến thờ cúng năm 2012, tệ nạn phạm pháp trong phố này đã giảm xuống 82% tính đến năm 2014, Sở Cảnh sát cũng lưu ý rằng họ không thể xác định được rằng ngôi miếu là nguyên nhân. Stevenson cho biết ông cũng được những người thờ cúng đến nhà ông thăm và tặng quà cũng như những du khách tò mò về pho tượng.